# Gare de Sant Pol de Mar
La gare de Sant Pol de Mar est une gare ferroviaire espagnole de la ligne de Barcelone-Sagrera à Maçanet-Massanes située sur le territoire de la commune de Sant Pol de Mar, dans la la comarque du Maresme, dans la province de Barcelone, en Catalogne.
Elle est mise en service en 1859 par la Compañía del Camino de Hierro de Barcelona a Mataró. C'est une gare d'Administrador de infraestructuras ferroviarias (ADIF), desservie par les trains des lignes R1 et RG1 de Rodalies de Catalunya.

## Situation ferroviaire
Établie à 11 mètres d'altitude, la gare de Sant Pol de Mar est située au point kilométrique (PK) 44,976 de la ligne de Barcelone-Sagrera à Maçanet-Massanes, entre les gares ouvertes de Canet de Mar et de Calella.

## Histoire
La gare est entrée en service le 3 décembre 1859 lors de la deuxième extension de la ligne de Mataró entre Arenys de Mar à Tordera,.

## Fréquentation
En 2016, la fréquentation annuelle de la gare était de 267 000 voyageurs.

## Service des voyageurs

### Accueil
C'est une gare ADIF qui dispose d'un bâtiment voyageurs, avec guichet. Elle est équipée d'automates pour l'achat de titres de transport.
Elle dispose également d'une cafétéria.
La gare dispose de 2 voies et de 2 quais reliés par un passage sur les voies.

### Desserte
La gare est desservie par les trains des lignes R1 et RG1 de Rodalies de Catalunya.

## Galerie d'images

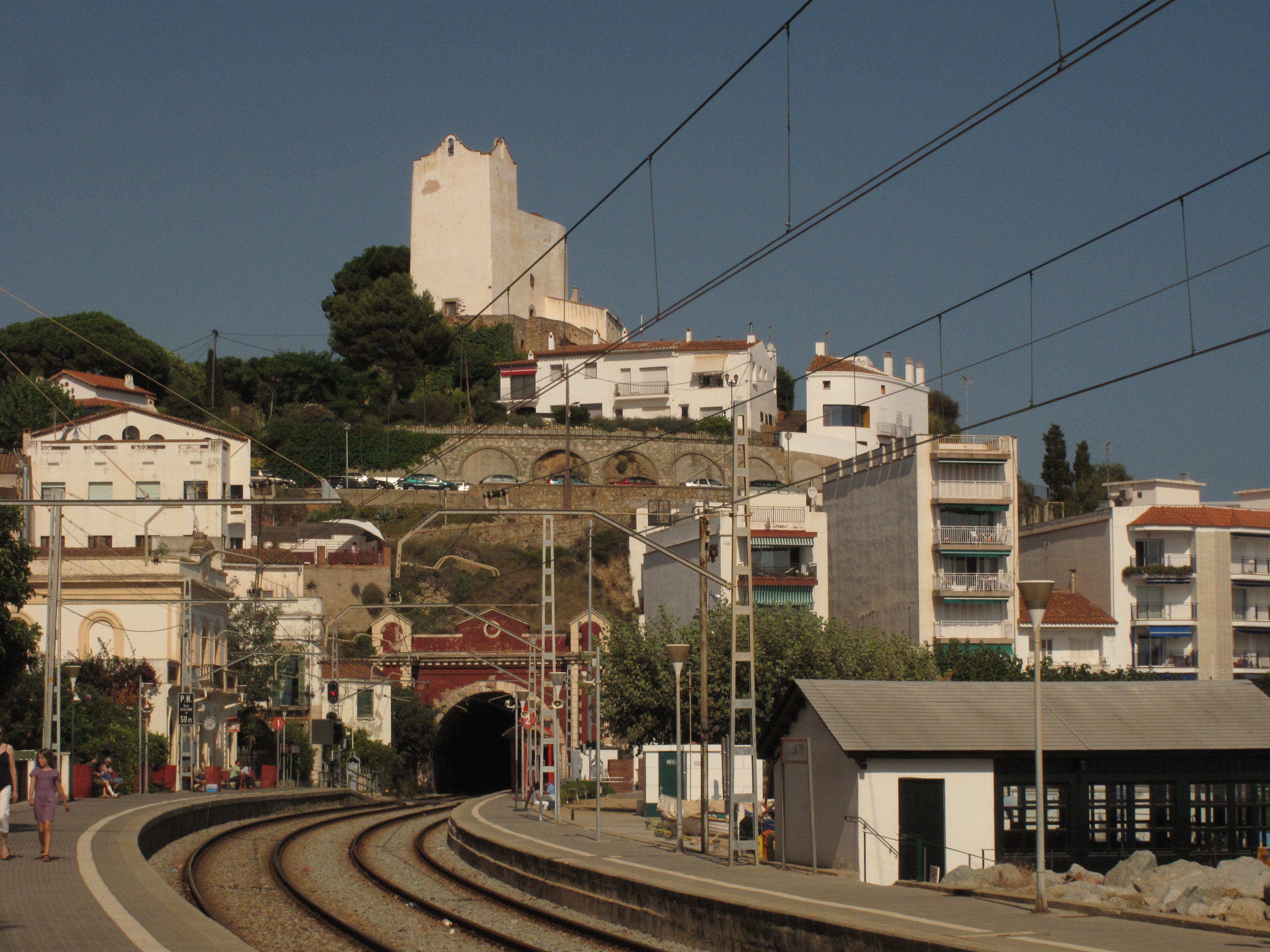
Vue de la gare avec le tunnel de Sant Pol, sous l'ermitage de Sant Pau
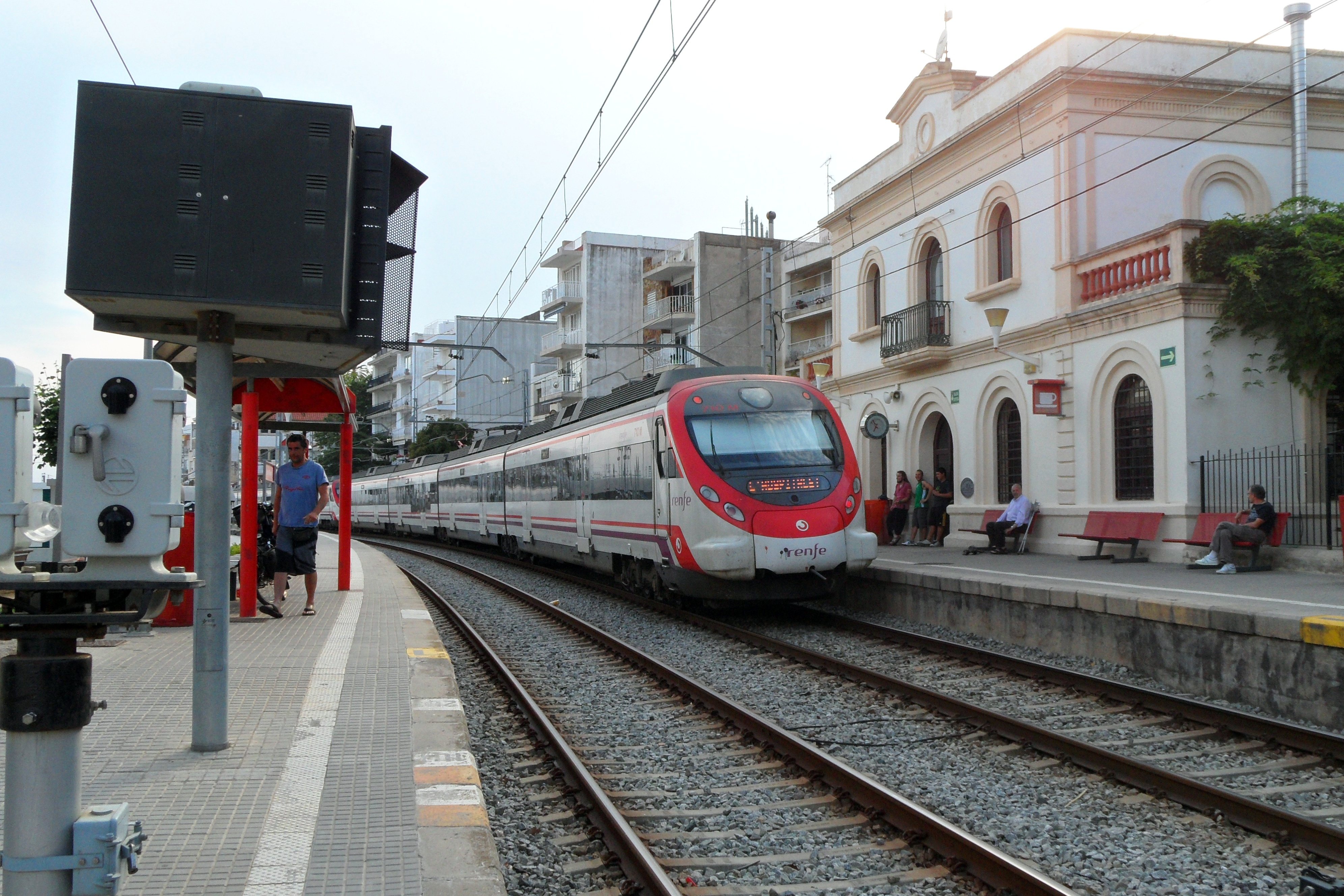
Série 465 assurant un service R1 quittant la gare pour  Barcelone